# Éleuthère Brassart
Pour les articles homonymes, voir Brassart.
Éleuthère Brassart, né le 30 janvier 1850 à Lyon (Rhône) et mort le 27 avril 1920 à Montbrison Loire, est un imprimeur, historien et archéologue français, membre et secrétaire de la société savante de la Diana de Montbrison.